# ادوارد اشتراسبورگر
ادوارد اشتراسبورگر (انگلیسی: Eduard Strasburger؛ ۱ فوریهٔ ۱۸۴۴ – ۱۹ مهٔ ۱۹۱۲) یک گیاه‌شناس اهل آلمان بود.